# Hans Wellmann (Politiker, 1890)
Hans Wellmann (* 10. Dezember 1890 in Hochlar, Kreis Recklinghausen; † 8. November 1968 in Hannover) war ein deutscher Politiker (CDU) und Abgeordneter des Niedersächsischen Landtages.

## Leben
Wellmann besuchte die Volksschule in Recklinghausen und machte eine Ausbildung im Gartenbau. Nach Abschluss der Ausbildung der Lehre folgten unterschiedliche Tätigkeit im In- und Ausland. Von 1912 bis 1919 war er Soldat und nahm dabei am Ersten Weltkrieg teil. Von 1919 bis 1933 war er als Bezirksleiter und Verbandsvorsitzender hauptamtlich tätig in der christlichen Gewerkschaft. Zwischen 1933 und 1935 war er mit der Gleichschaltung der Gewerkschaften arbeitslos. Von 1935 bis 1945 arbeitete er als Buchhalter und Lagerführer in der Bauindustrie. Von 1948 bis 1953 war Wellmann in einem Industrieunternehmen als Arbeitsdirektor beschäftigt. Er war mehr als fünfzig Jahre Mitglied der Kolpingsfamilie. Wellmann war Inhaber des Verdienstkreuzes Erster Klasse des Verdienstordens der Bundesrepublik Deutschland.

### Politik
Wellmann war bereits 1945 Landesgeschäftsführer der CDU und dabei auch maßgebliche beteiligt am Aufbau der CDU in Niedersachsen. Zusammen mit Bernhard Pfad beantragte er am 1. Oktober bzw. 3. November 1945 bei der britischen Militärregierung die Zulassung der Christlich-Demokratischen-Partei. Er war Gründer und Landesvorsitzender der Sozialausschüsse der Christlich-Demokratischen Arbeitnehmerschaft in Niedersachsen. Er war Mitglied des Niedersächsischen Landtages der ersten Wahlperiode vom 20. April 1947 bis zum 30. April 1951 sowie der dritten und vierten Wahlperiode vom 6. Juni 1955 bis zum 5. Mai 1963. Er war Vorsitzender des Ausschusses für Sozialangelegenheiten vom 25. Juni 1959 bis 5. Mai 1963.

## Quelle
- Barbara Simon: Abgeordnete in Niedersachsen 1946–1994. Biographisches Handbuch. Hrsg. vom Präsidenten des Niedersächsischen Landtages. Niedersächsischer Landtag, Hannover 1996, S. 402.